# Stephen Markley
Stephen Markley (Mount Vernon, 2 ottobre 1983) è uno scrittore e giornalista statunitense.
Diplomato al Writer's Workshop dell'Università dell'Iowa, ha pubblicato diversi saggi e romanzi. Questi ultimi, editi in Italia da Einaudi, hanno ricevuto apprezzamenti dalla critica. In particolare, Diluvio è stato inserito dal New York Times tra i romanzi più notevoli del 2023.

## Opere

### Saggi
- 2010 - Publish This Book
- 2012 - The Great Dysmorphia
- 2013 - Tales of Iceland

### Romanzi
- 2018 – Ohio, Torino, Einaudi, 2021.
- 2022 – Diluvio (The Deluge), Torino, Einaudi, 2024.